# Perspective Rimski-Korsakov

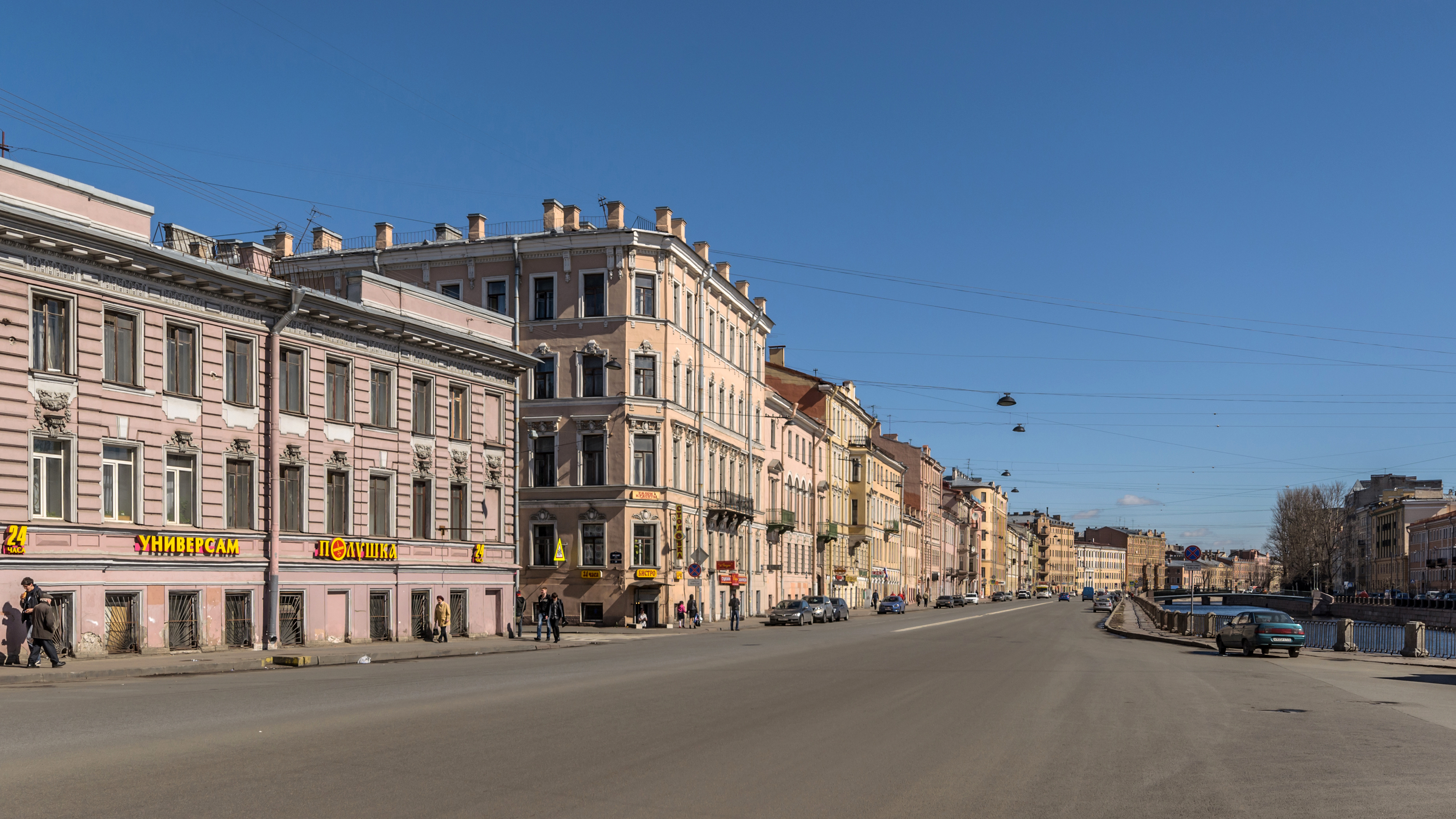
La Perspective Rimski-Korsakov, près de la place Répine.

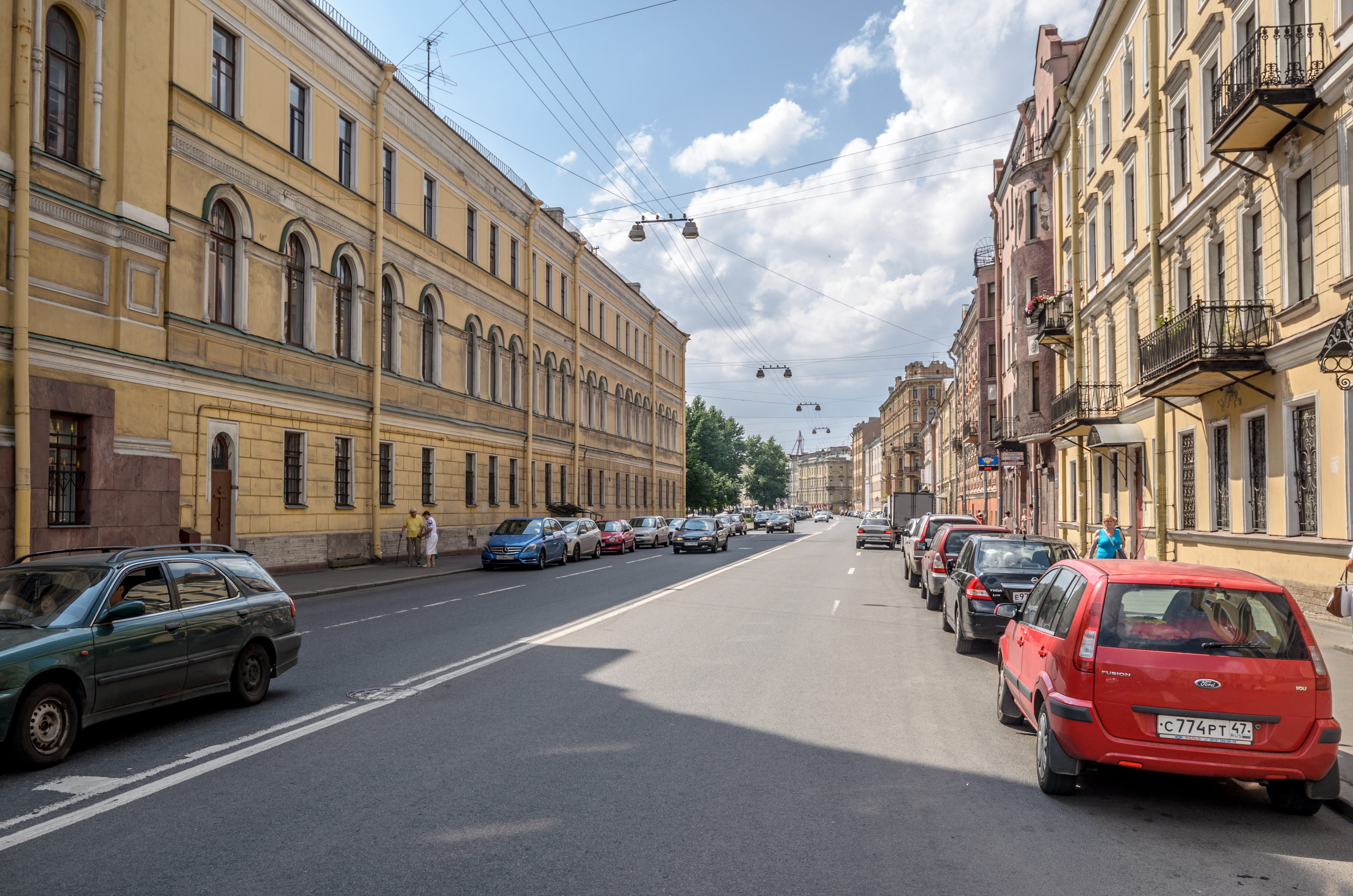
La perspective Rimski-Korsakov, près de la perspective Lermontov.

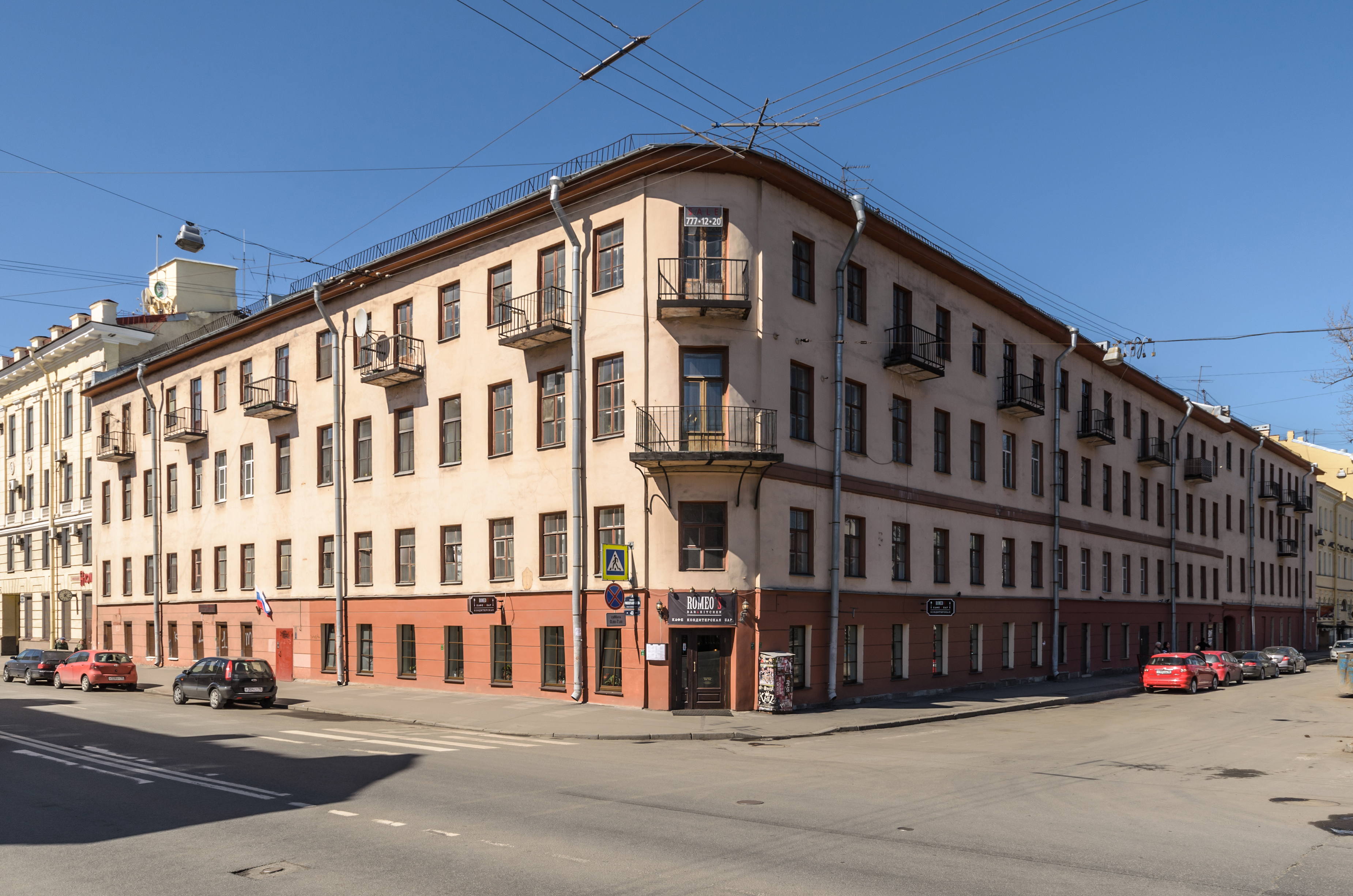
Immeuble Vraguine.

La perspective Rimski-Korsakov (Проспект Ри́мского-Ко́рсакова) est une voie de Saint-Pétersbourg dénommée en l'honneur du compositeur Rimski-Korsakov. Elle commence rue Sadovaïa (rue des Jardins) et se termine rue Lotsmanskaïa. Son tronçon à partir de la perspective Lermontov est de fait un quai le long du canal Griboïedov.

## Histoire
Un chemin est percé le 20 août 1739 pour mener au palais d'Été de Catherine Ire ; il reçoit le nom de « rue du palais Catherine » jusqu'en 1846. Par la suite, il est prolongé portant différents noms : Ekaterinhofski prospekt (perspective du palais Catherine) (1770 - 23 février 1939).
Parallèlement, dans la seconde moitié du XVIIIe siècle et la première moitié du XIXe siècle, elle porte différents noms : chemin d'Ekaterinhof (Ekaterinhofskaïa) (chemin du palais Catherine) de 1748 à 1802 ; Bolchaïa (grande) Ekaterinhofskaïa (1764), Staraïa (vieille) Ektarinhofskaïa de 1769 à 1799 ; Bolchaïa k Ekaterinhofu perpektivnaïa oulitsa (1763-1786), ainsi que Ekarinhofskaïa perspektiva (1765) ou Ekaterinskaïa oulitsa (rue du palais Catherine) (1796), quai Ekaterinhofskaïa (1789-1798) le long du canal Griboïedov. Elle a porté aussi d'autres noms : grande perspective (Bolchaïa perspektiva) (1761—1786), ou grande perspective Kolomenskaïa (1786), grande rue (Bolchaïa oulitsa) (1762), puis grande perspective (Bolchoï prospekt) (1780-1800), etc.
En 1836, la rue Neuve Ekaterinhofskaïa est tracée, plus tard elle se divise en rue Neuve Ekaterinhofskaïa (aujourd'hui rue Stepan Razine) (puis en rue Petite-Ekaterinhofskaïa, aujourd'hui rue Liflandskaïa). Sur le plan de 1874, la rue est nommée perspective Ekaterinhofski.
Le 23 février 1939, la voie est renommée en perspective Rimski-Korsakov en l'honneur de Nikolaï Rimski-Korsakov et en lien avec sa proximité avec la place du Théâtre et avec le conservatoire de Saint-Pétersbourg, où le compositeur enseigna.
Dans le tronçon partant de la place Répine vers la perspective des Anglais, il y avait une ligne de tramway de 1928 à 2002, ainsi que dans la partie de la rue Glinka à la place Saint-Nicolas de 1909 à 2006.

## Croisements
La perspective Rimski-Korsakov coupe plusieurs voies : le perspective de l'Ascension (Voznessenski prospekt), la rue Bolchaïa Podiatcheskaïa, la rue Srednaïa Podiatcheskaïa, le quai du canal Griboïedov, le quai du canal Krioukov, la rue Glinka, la perspective Lermontov, la rue Masterskaïa, la perspective des Anglais, la ruelle de la Noblesse, la rue Volodia Ermak, la rue Miasnaïa. Elle se termine place Répine.
Le côté pair se termine au n° 24 (église Saint-Isidore, église orthodoxe estonienne construite en 1903-1908 par l'architecte Alexandre Polechtchouk), plus loin s'étend le canal Griboïedov.

## Édifices remarquables

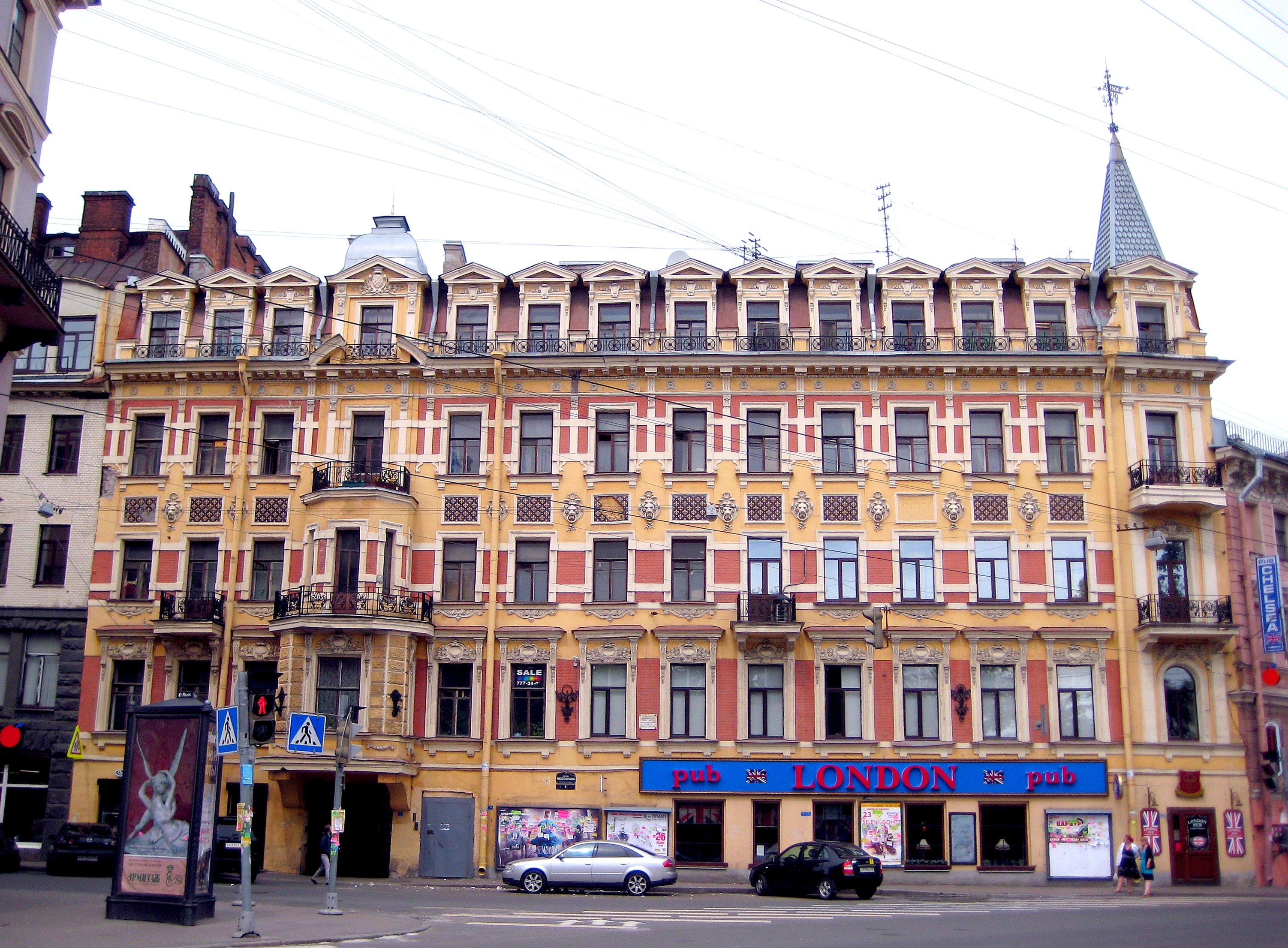
Immeuble Koucheliov au n° 1.

- N° 1 : Immeuble Koucheliov construit en 1899-1900 par l'architecte A.I. Nossalevitch. En 1905, il y avait le siège du syndicat des employés, ce que rappelle une plaque mémorielle depuis 1925[1] (monument protégé[2]).
- N° 11/36 : Maison à l'angle de la perspective de l'Ascension. Un panneau signalétique y a été installé en 1995 Le nez du major Kovalev (selon l'idée du réalisateur Gabriadzé)
- N° 16/2 : Dans cette maison (la maison Boukharine) d'août 1798 à octobre 1812 se trouvait la première école d'architecture navale au monde (plaque mémorielle)[3].

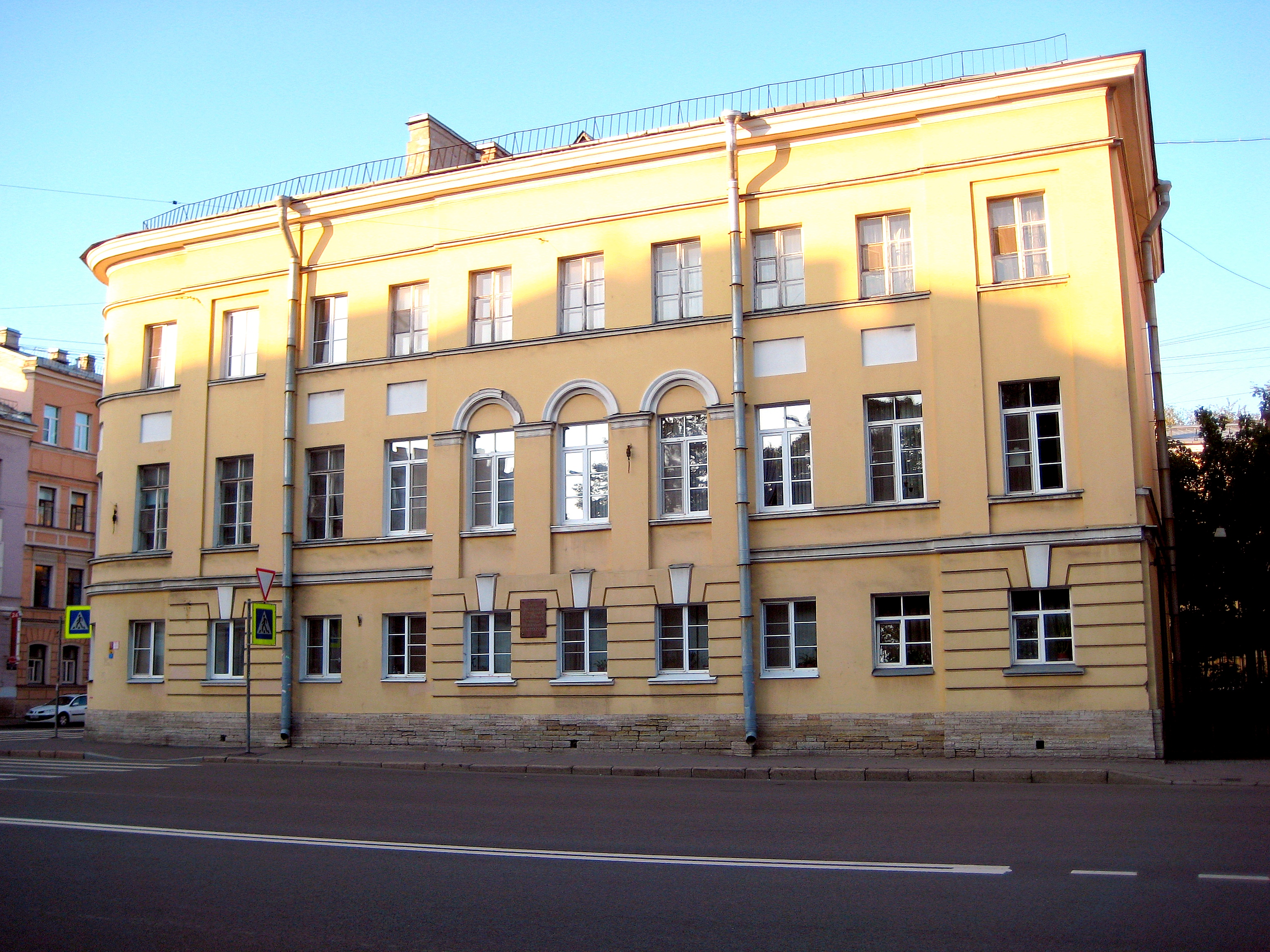
Maison Boukharine au n° 16.

- N°22 : Ancien état-major et maison des officiers, fin du XVIIIe siècle (monument protégé[4]).
- La partie entre le n° 22 et le canal Griboïedov comprend l'ancienne caserne de l'équipage de la garde (monument protégé[5]); on y remarque une plaque en souvenir des victoires de l'équipage de la garde sur le Danube et la prise de la forteresse de Roustchouk en juillet 1877[6]; en 1988 et de 1990 à 2006, on pouvait lire deux plaques rappelant le soulèvement des marins[7],[8].
- N° 25/15 : Immeuble à l'angle de la rue Srednaïa Podiatcheskaïa; on peut en lire la description dans le roman de Dostoïevski Crime et Châtiment, comme « maison des usuriers ».
- N° 33 : Maison construite en 1877 par Viktor Schröter pour G.F. Voutchikhovsky.

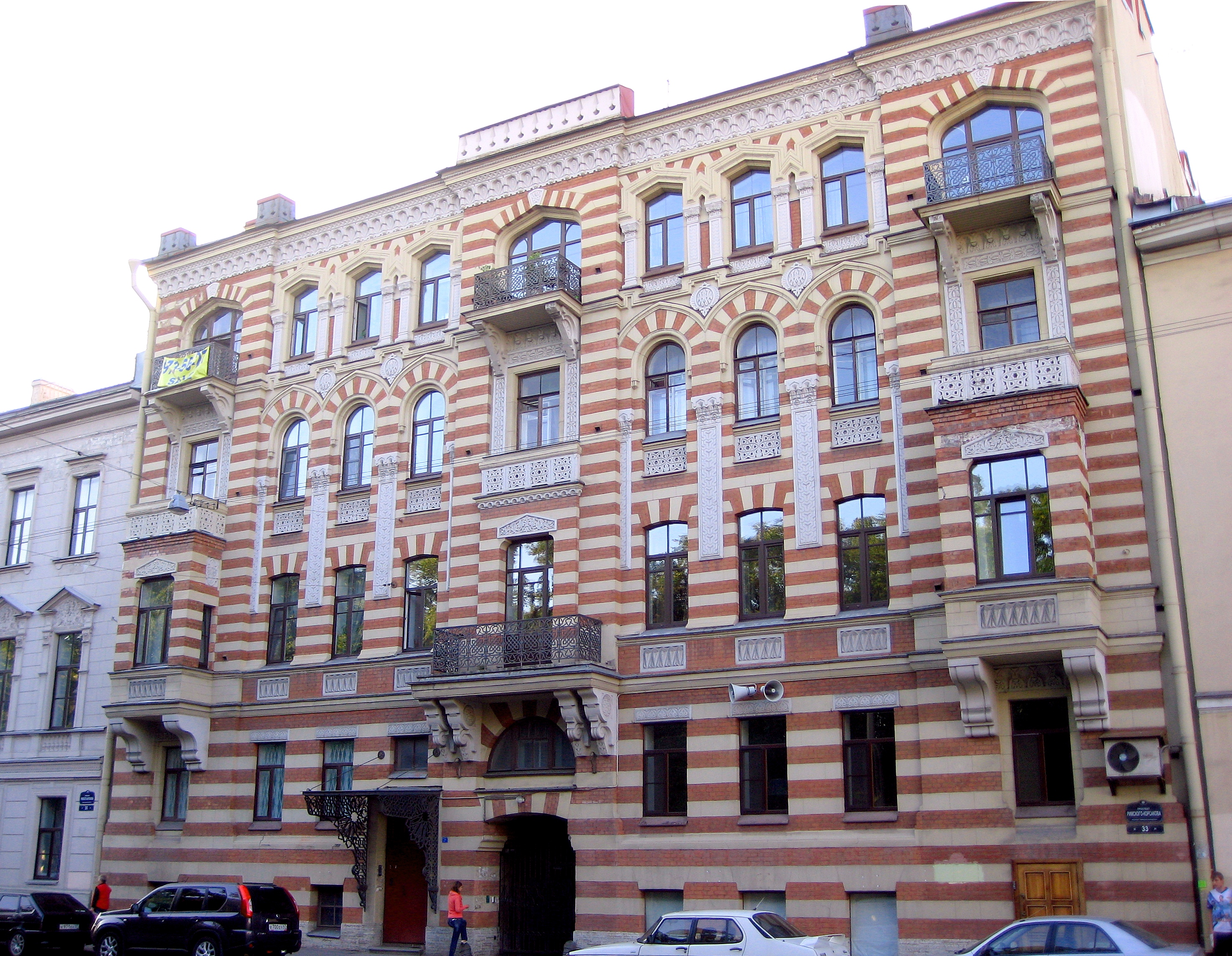
Maison Voutchikhovsky au n° 33.

- N° 35 : Immeuble ayant appartenu à V.N. Vsevolojski (reconstruit en 1845-1847 par l'architecte Geronimo Corsini).
- N° 37 : Maison de la fin du xviiie siècle, sans doute construite selon les plans de son premier propriétaire Vassili Bajenov. Bajenov n'a pu la terminer à cause de sa santé et en 1808, la parcelle est vendue à Louis Jules Benois. Quarante ans plus tard, Léon Benois la réaménage et deux ailes sont construites côté cour[9]. Zinaïda Serebriakova y a demeuré, comme d'autres membres de la famille Benois (monument protégé[10]).
- N° 39 : Ancien hôtel particulier Semionov, construit en 1810, devenu ensuite le siège du Secrétariat d'État du grand-duché de Finlande (monument protégé[11]).

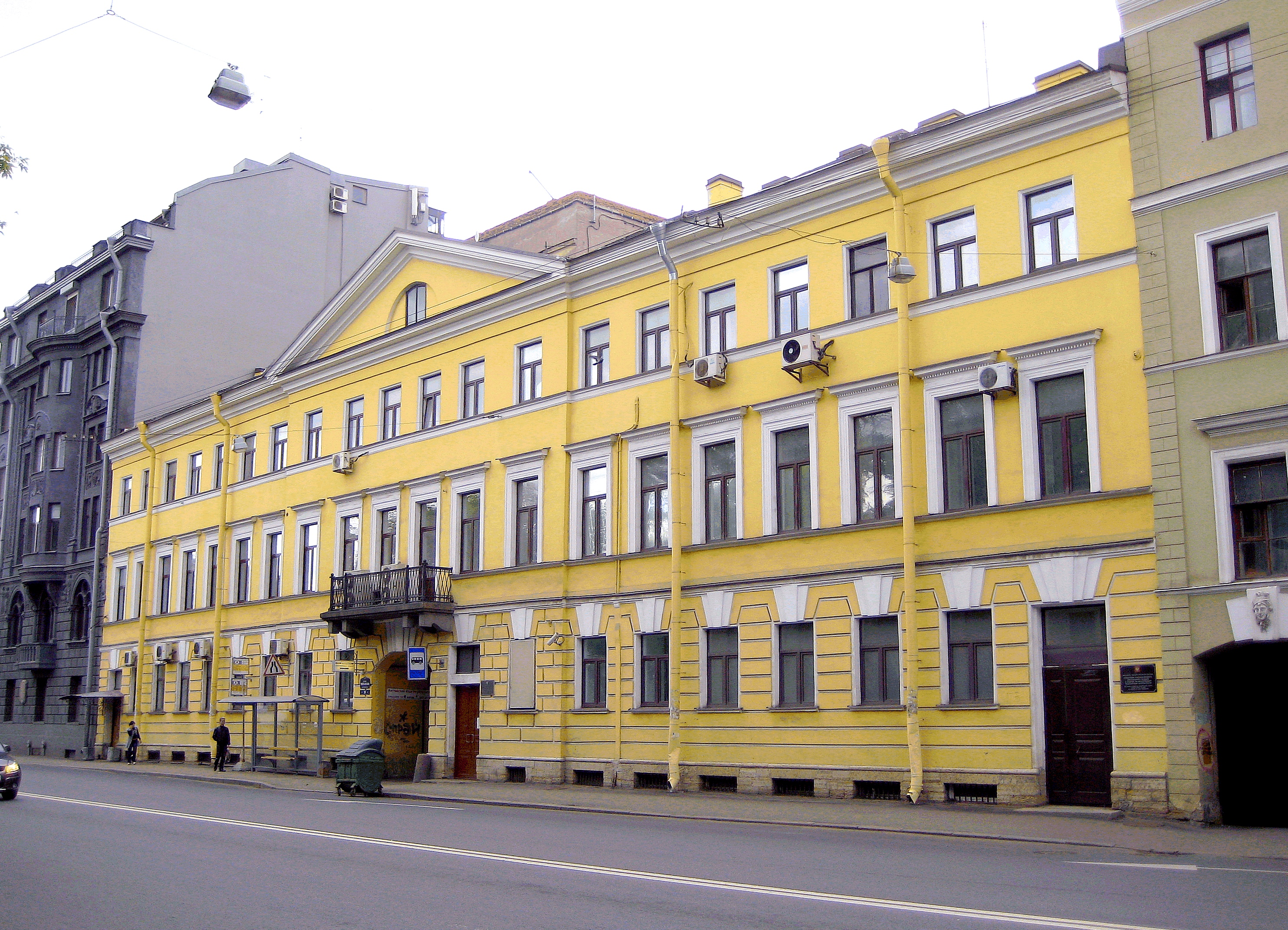
Hôtel particulier Semionov.

- N° 65 : Immeuble de rapport construit en 1893-1896 par l'architecte I.N. Jors. Le compositeur lituanien Mikalojus Konstantinas Čiurlionis y a habité.

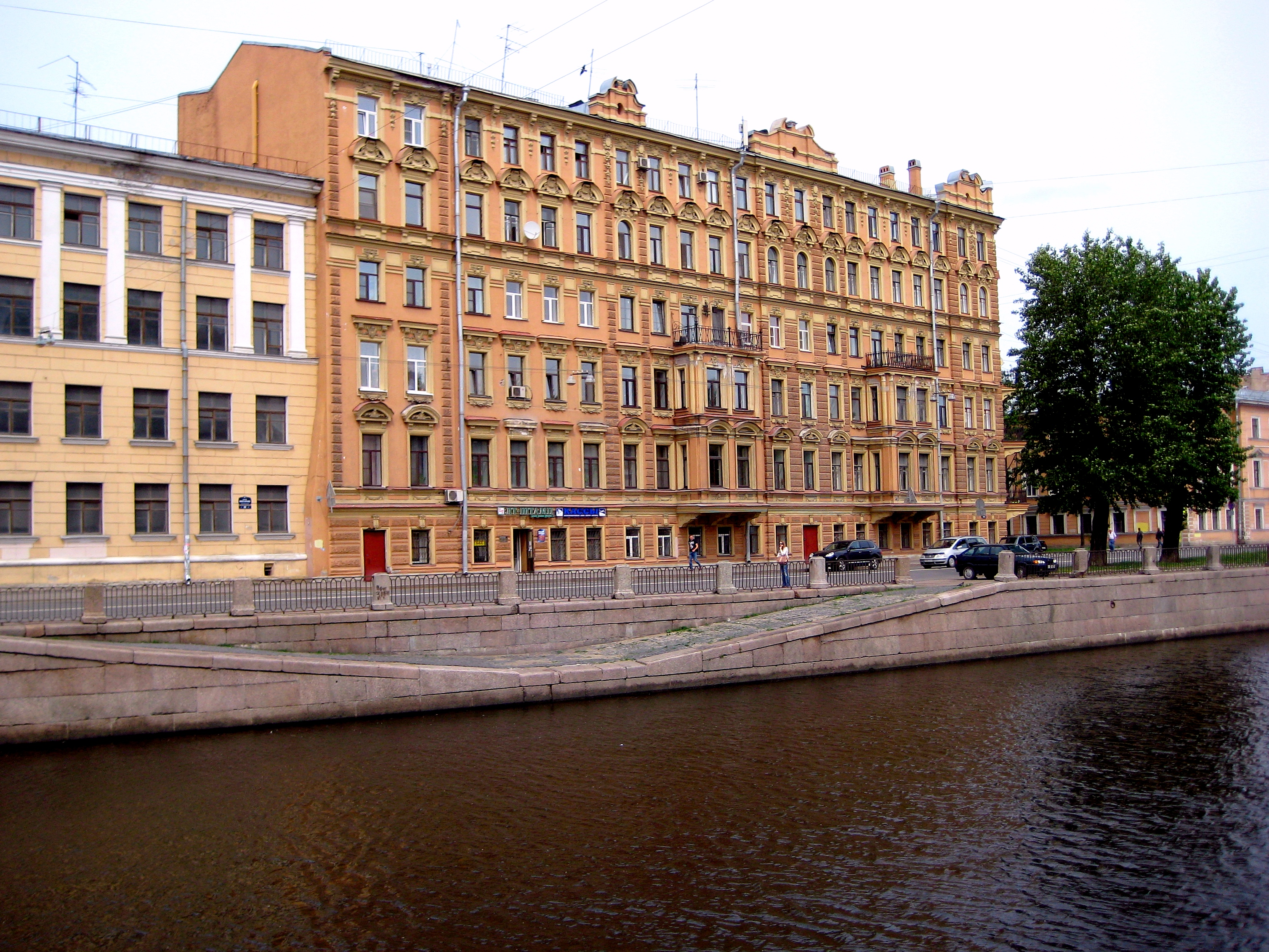
Immeuble au n° 65.

- N° 87 : Maison construite en 1912 par l'architecte G. Ya. Lévy pour abriter une fabrique de papiers diagrammes.
- N° 97 : Le peintre Constantin Somov y a habité de 1887 à 1923.